# Урал-5323
Урал-5323 — советский и российский крупнотоннажный грузовой автомобиль повышенной проходимости с колёсной формулой 8 × 8 / 4, производящийся на Уральском автомобильном заводе в Миассе (Россия), в том числе для использования в российской армии в составе унифицированных семейств «Суша» (до 1998 года) и «Мотовоз».

## История создания
В середине 1960-х годов НАМИ и Уральский автозавод по заказу Министерства обороны начали разработку семейства унифицированных многоцелевых автомобилей высокой проходимости. В 1965—1966 годах были изготовлены опытные образцы бортового автомобиля НАМИ-058 (8 × 8, оригинальная кабина, дизельный двигатель ЯМЗ-238Н V8 мощностью 320 л. с.) и седельного тягача НАМИ-058С (кабина автомобиля Урал-375Д), предназначенного для работы в составе автопоезда НАМИ-058С-862 (12 × 12) с активным полуприцепом Урал-862. Несмотря на успешные испытания, машины нуждались в серьёзной доработке и в итоге не пошли в серийное производство.
Независимо от создания опытного образца НАМИ-058, конструкторы Уральского автозавода вели разработку собственной машины. На основе унифицированной агрегатной базы серийно производившихся Урал-375 (6 × 6, 1961) и Урал-377 (6 × 4, 1965) в 1969 году были изготовлены первые образцы автомобилей 6 × 6 в двух компоновках — бескапотной (Урал-379А) и полукапотной (Урал-379Б). Обе машины оснащались опытным дизельным двигателем Урал-2Э640 V8 водяного охлаждения мощностью 200 л. с. Урал-379Б получил кабину серийного Урал-377, разрезанную в двух продольных плоскостях (примерно по серединам ветровых стёкол) и надставленную по ширине на 300 мм. Для Урала-379А была разработана оригинальная стеклопластиковая кабина.
По результатам испытаний не было выявлено существенных отличий по динамическим характеристикам и проходимости. Однако, применение бескапотной компоновки за счёт более равномерного распределения нагрузки по осям повысило плавность хода и управляемость, улучшилась ремонтопригодность автомобиля. Решающим фактором в пользу бескапотной компоновки стало требование заказчика о наличии в составе унифицированного семейства плавающей модификации. На тот момент считалось, что создать такой автомобиль в капотном варианте практически невозможно.
Впоследствии плавающие автомобили капотной компоновки были созданы. В 1975—1976 годах НАМИ путём герметизации кузова и оснащения автомобиля рядом пенополиуретановых поплавков был разработан и испытан Урал-375П. На плаву машина приводилась в движение гребным винтом, имела грузоподъёмность 4,5 т и развивала максимальную скорость 8& км/ч. Позднее, в 1979 году, в рамках проекта «Суша» силами Уральского автозавода была создана амфибия Урал-43221А (6х6) грузоподъёмностью 4 т.
Технологическая сложность изготовления стеклопластиковых кабин послужила причиной разработки металлической кабины с герметизированными дверями, которая устанавливалась на опытные образцы второй серии Урал-379. Параллельно был изготовлен опытный образец Урал-395 (8 × 8), получивший металлическую кабину. Работы были завершены к 1972 году. Машина была оборудована опытным дизельным двигателем V10 ЯМЗ-741 мощностью 260 л. с., который разрабатывался для КамАЗа. На плаву Урал-379 и Урал-395 приводились в движение за счёт вращения колёс с развитым протектором.
Новым витком в работе над машиной (с апреля 1977 года) стала разработка семейства грузовых автомобилей повышенной проходимости, которому в Министерстве обороны присвоили шифр «Суша». Задание включало в себя создание автомобиля бескапотной компоновки с колёсной формулой 8 × 8 с использованием кабины КамАЗ. В сентябре 1979 года на приёмо-сдаточные испытания в 21-й НИИИ МО поступили шесть образцов автомобилей, в том числе две машины Урал-5322 (8 × 8) с различной длиной базы (грузоподъёмностью 8,5 и 9 т) и замаскированный грузовик-амфибия Урал-53221 грузоподъёмностью 7 т, оборудованный двумя малозаметными винтами в корме и съёмным волноотражателем. Все три машины были оснащены двигателями ЯМЗ-741.
В октябре 1980 года испытания завершились успешно, семейство «Суша» было рекомендовано к принятию на снабжение армии. В ходе испытаний выявилась низкая надежность силового агрегата ЯМЗ вследствие износа кулачковых валов и толкателей клапанов. Имелись и другие недочёты, требовавшие доработки машины.
С установкой дизельного двигателя КамАЗ-7403.10 V8 с турбонаддувом мощностью 190 КВт (260 л. с.) автомобиль получил новое имя — Урал-5323. В 1985 году был создан первый экземпляр Урала-5323 грузоподъёмностью 9 т. Автомобиль оснащался 5-ступенчатой коробкой передач и кабиной производства КамАЗ, 2-ступенчатой раздаточной коробкой, балансирной подвеской и системой подкачки шин собственного производства. Образец 1985 года экспонируется в Рязанском музее военной автомобильной техники.
Серийное производство Урала-5323 началось в 1989 году. Машина выпускалась малыми партиями, трудности монтажа неприспособленной для данного шасси кабины КамАЗ не позволяли наладить конвейерное производство. Кроме того, ощущалась постоянная нехватка двигателей КамАЗ.
Для оснащения автомобилей Урал двигателями собственного производства Уральский автомобильный завод купил лицензию у немецкой фирмы Deutz на изготовление дизельных двигателей Magirus KHD F8L 413 (V8, 11,31 л, 232 л. с.) воздушного охлаждения. В 1979 году для производства двигателей было решено построить дизельный завод в г. Кустанай Казахской ССР (ныне г. Костанай, Казахстан), строительство началось в 1982 году. Конструкторская документация на 234-сильный двигатель Урал-744 была готова к 1987 году. Оборудование для Кустанайского дизельного завода (КДЗ) приобрели у фирмы Kloekner-Humboldt-Deutz. В 1990 году завод приступил к выпуску первых двигателей. Позднее, по отдельной лицензии, производился дизель Урал-745 V10 воздушного охлаждения мощностью 215 кВт (290 л. с.).
В начале 1990-х годов производственная программа УралАЗа предусматривала оснащение половины грузовиков двигателями КамАЗ, а половины — двигателями КДЗ. Модель с кустанайским дизелем Урал-745 получила наименование Урал-53232. На КДЗ планировалось выпускать 15—20 тысяч двигателей в год. Распад СССР не позволил довести машину до серийного производства. За три года работы КДЗ выпустил 405 двигателей, после чего производство было остановлено.
Очередным ударом по выпуску Урала-5323 стал пожар на моторном заводе КамАЗ (это произошло в ночь с 14 на 15 апреля 1993 года), полностью уничтоживший производственные мощности.
Следующая модификация грузовика Урал-5323-20 (1993) и седельный тягач Урал-5423 (1994) получили дизельный двигатель V8 ЯМЗ-238Б с турбонаддувом мощностью 220 КВт (300 л. с.) и 8-ступенчатую коробку передач ЯМЗ, позволившие увеличить тяговые возможности автомобиля.
В 1994 году Уральский автозавод, итальянский концерн Iveco и РАО Газпром создали совместное предприятие ИВЕКО-УралАЗ (с 17.04.2009 — ИВЕКО-АМТ) для производства по лицензии ряда агрегатов и узлов. В частности, для Урала-5323 планировалось изготавливать кабины повышенной комфортабельности, адаптированные к российским условиям. В 1995 году был создан первый образец машины с кабиной IVECO. Это был самосвал Урал-5323-22, изготовленный на основе опытного образца Урал-5523Я с кабиной КамАЗ, повреждённой при транспортировке к месту испытаний.
В 1998 году семейство унифицированных армейских автомобилей «Суша» (Урал-4322, Урал-5323, Урал-43222, Урал-43224, Урал-53234, Урал-4422, Урал-44221-862) было снято с вооружения российской армии. Ему на смену пришло семейство «Мотовоз» (Урал-43206 (4 × 4), Урал-4320 (6 × 6) и Урал-5323 (8 × 8)), сформированное в рамках программы по снижению многомарочности автомобильного парка российской армии, степень унификации составляет до 90 %.
В конце 1990-х годов семейство автомобилей Урал-5323 было принято на вооружение армии РФ в составе бортовых вариантов Урал-532301/02, многоцелевых шасси Урал-532341/42 для монтажа вооружения, длиннобазовых шасси Урал-532361/62 для установки инженерной техники, седельных тягачей Урал-542301/02 и первого в России грузовика Урал-532303 со сварной цельнобронированной кабиной противопульного исполнения. За создание и внедрение семейства автомобилей двойного назначения представители Уральского автозавода в 1998 году были удостоены государственной премии Российской Федерации.
Серийный выпуск машин с кабиной IVECO начался в 2000 году, годом позже автомобили стали комплектоваться увеличенной кабиной со спальным местом. Производство Урал-5323 до 2001 года велось стапельным способом, с 2002 года сборка осуществляется на главном конвейере завода. Объёмы производства: 96 (2000), 63 (2001), 64 (2003).
В 2002 году был изготовлен первый опытный образец Урал-532365, с вынесенной на метр вперед и смещённой вниз кабиной. Оригинальная компоновка позволила увеличить монтажные характеристики автомобиля, в частности, оперативное пространство над кабиной увеличилось на 400 мм.
С 2004 года Урал-5323 оснащается дизельным двигателем ЯМЗ-7601.10 V6 с турбонаддувом мощностью 220 КВт (300 л. с.), удовлетворяющий стандарту Евро-2, и 9-ступенчатой коробкой передач ЯМЗ-239.
В 2004 году на основе Урал-532361 были изготовлены опытные образцы полноприводных шасси Урал-632341 и самосвала Урал-652301 повышенной грузоподъёмности (18,6 и 15 т соответственно), достигнутой за счёт применения независимой подвески разнесённого типа на полуэллиптических рессорах и с гидравлическими амортизаторами для управляемых передних мостов, а также усиления рамы и задней тележки; производство новых моделей было освоено в 2005 году.
В 2006 году на основе Урал-5323 были изготовлены уникальные пятиосные автомобили Урал-632361 (Урал-692341) с колёсными формулами 10 × 8 / 6 и 10 × 10 / 6 грузоподъёмностью до 24 т, при этом они соответствуют дорожным габаритам. В конструкцию автомобиля при сохранении двух тележек на балансирной подвеске был введён дополнительный управляемый ведущий мост. Машина может быть оборудована системой самопогрузки-разгрузки Мультилифт МЛ-20, с помощью которой можно перевозить различную технику массой до 18,1 т. Урал-632361 расширяет семейство армейских автомобилей «Мотовоз», его унификация по узлам и агрегатам в пределах семейства составляет до 90 %.
Урал-5323 унифицирован с основной серийной моделью завода Урал-4320 примерно на 75 %, а с перспективными Урал-6361 — почти на 90 %.

## Описание
Автомобиль выполнен по компоновке «кабина над двигателем» (кроме модификации Урал-532365), обеспечивающей оптимальное распределение полного веса по мостам и максимальное использование габаритов автомобиля для размещения грузовых платформ и монтажа специальных установок при сохранении невысокой снаряжённой массы. Высокая плавность хода и проходимость автомобиля достигается применением двойной балансирной подвески (для передней и задней тележек). Объём топлива обеспечивает запас хода до 1000 км, что позволяет машине работать вдали от развитой сети дорог. Основными потребителями этих машин являются нефтегазовая и лесозаготовительная отрасли.
На основе Урала-5323 разработаны водомётный спецавтомобиль Лавина-Ураган и ремонтно-эвакуационная машина РЭМ-КЛ. Шасси Урал-5323 входит в состав ряда машин военного назначения:
- зенитного пушечно-ракетного комплекса Панцирь-С1 (опытный образец)[30][31][32];
- зенитного ракетного комплекса Тор-М1 ТА[31][32];
- самоходной гаубицы Мста-К (экспериментальный образец)[33][34];
- самоходной гаубицы Пат-К (опытный образец)[34];
- понтонных парков ПП-91[35][36] и ПП-2005[35][37].

## Модификации
- Урал-53232 (двигатель Урал-745, кабина КамАЗ). Спортивная версия для трак-триала оснащалась дизельным двигателем воздушного охлаждения Deutz-413 мощностью 290 л. с.[38]
- Урал-5323-20 (двигатель ЯМЗ-238Б, кабина КамАЗ). Может оснащаться кузовом-фургоном К5323 или кузовом-контейнером КК5323[39].
- Урал-5323-22 (кабина IVECO[14]) — самосвал грузоподъёмностью 10 т (1995)[32]. Первый образец Урал-5323 с кабиной IVECO.
- Урал-53234 (специальное шасси, двигатель и кабина КамАЗ). Может оснащаться кузовом-контейнером КК1.5323. В 1994 году был изготовлен опытный образец с установленным зенитным пушечно-ракетным комплексом Панцирь-С1[30][32].
- Урал-53236 (специальное длиннобазовое шасси, кабина КамАЗ, двухтросовая лебёдка) — понтонный автомобиль, разработанный для работы в составе понтонного парка ПП-91[35]. Принят на вооружение в 1999 году, в настоящее время вытесняется понтонными автомобилями на шасси Урал-532361[36][40].
- Урал-532301/02 (Урал-5323-21[41], бортовой грузовик) с кабиной IVECO повышенной комфортабельности без спального/со спальным местом[42].

Оборудован двигателем ЯМЗ-238Б (Евро-0), может устанавливаться двигатель ЯМЗ-7601 (Евро-2). Грузоподъёмность 10 т, полная масса автопоезда — до 34 т. Распределение полной массы автомобиля: на переднюю тележку — 10300 кг, на заднюю тележку — 11960 кг. Опционально комплектуется лебёдкой с максимальным тяговым усилием 10 тс (рабочая длина троса 60 м, выдача назад). Используются шины ОИ-25 размером 14.00-20, система подкачки шин позволяет независимо регулировать давление в колёсах передней и задней тележек в интервале от 0,1 до 0,54 МПа. Автомобиль оснащен предпусковым подогревателем ПЖД-30 и может эксплуатироваться при температуре окружающего воздуха от −50 до +50 °C, на высоте до 4000 м над уровнем моря. Преодоление препятствий: подъём — 58 %, брод — 1,75 м, ширина рва — 1,2 м, вертикальная стенка — 0,55 м.
- Урал-532303 (Урал-5323-23, Урал-Э5323Д) с бронированной кабиной противопульного исполнения.

Автомобиль был разработан и производится по заказу Министерства обороны РФ. Первый экземпляр передан заказчику в 2000 году, в 2002 году изготовлена первая промышленная партия из 5 машин. Оснащен двигателем ЯМЗ-238Б и пожаровзрывобезопасными топливными баками. Цельносварная бронекабина имеет массу 2 т, толщина брони — 8 мм, толщина бронестекла — 33 мм, способна защитить от пули ПС калибра 7,62 мм при стрельбе в упор, от пули Б-32 калибра 7,62 мм — с расстояния 300—400 м, а также от осколков массой до 5 г. Используется для перевозки грузов, личного состава, буксирования прицепов и прицепных систем по всем видам дорог и местности. На шасси автомобиля монтируются кузова-фургоны, вооружение и военная техника. Преодоление препятствий: подъём — 58 %, брод — 1,2 м, вертикальная стенка — 0,55 м.
- Урал-532341/42 (многоцелевое шасси, кабина IVECO). Предназначен для установки вооружения и технологического оборудования. Может оснащаться кузовом-фургоном К6350, принятом на вооружение в 2005 году взамен К5323 или кузовом-контейнером КК6.1 (2002). На базе данной модели создан седельный тягач Урал-542301.

- Урал-532361/62 (длиннобазовые шасси с увеличенной грузоподъёмностью до 15 т c двигателями ЯМЗ-7601, кабина IVECO).

- Урал-532365 (специальное длиннобазовое шасси с вынесенной вперед кабиной IVECO, предназначенное для установки крупногабаритного оборудования).

Грузоподъёмность машины увеличена до 16 т, длина монтажной рамы — до 6 м. За счёт оригинальной компоновки пространство для размещения навесного оборудования увеличено над кабиной на 200 мм (у первого опытного образца 2002 года — на 400 мм), что позволяет устанавливать на шасси краны грузоподъёмностью 30—35 тонн и другое тяжёлое оборудование.
На основе Урал-532365 в 2005 году был создан опытный образец спецавтомобиля Лавина-Ураган.
- Урал-5423 (седельный тягач, двигатель ЯМЗ-238Б, кабина КамАЗ).
- Урал-542301/02 (седельный тягач, двигатель ЯМЗ-238Б, кабина IVECO) предназначен для работы в составе автопоезда полной массой до 37,22 т (полная масса буксируемого полуприцепа 28 т).
- Урал-542361/62 (седельный тягач, двигатель ЯМЗ-7601, кабина IVECO) предназначен для работы в составе автопоезда полной массой до 43,5 т (полная масса буксируемого полуприцепа 32 т).

На шасси Урал-542362 ЗАО «НК Уралтерминалмаш» (г. Миасс) устанавливается кран-манипулятор «Синегорец-210», имеющий подъёмный момент 210 кН·м, максимальный вылет стрелы составляет 20,7 м.
- Урал-5523Я (самосвал, кабина КамАЗ). Опытный образец, при транспортировке по железной дороге к месту эксплуатационных испытаний в условиях Севера у машины сгорела кабина. Автомобиль вернулся на завод, где впоследствии стал первым образцом Урал-5323 с кабиной IVECO (Урал-5323-22).

## Машины на шасси Урал-532361/62
- Челябинский завод «Строммашина» изготавливает сваебойную установку тяжелого типа УСБ-Т-53236, разработанную по заказу Министерства обороны, способную забивать 4 сваи длиной до 8 м и массой до 3 т в час как на суше, так и на воде[45][47]. Полная масса машины составляет 21,7 т. Опытный образец представлен в 2009 году.
- Понтонные автомобили, предназначенные для работы в составе понтонных парков ПП-91 (38 автомобилей)[36] и ПП-2005 «Кораблестроение» (27 автомобилей)[35][37], в том числе носители буксирно-моторных катеров БМК-225 (ПП-91) и моторных звеньев МЗ-330 (ПП-2005). Кроме того, выпускаются мостостроительные установки УСМ-3 «Лучок», включающие в свой состав автомобили Урал-532361 (основное шасси) и Урал-532301 (вспомогательный автомобиль), способные возводить низководные мосты грузоподъёмностью 60 т со скоростью до 18 м/ч[48][49].
- Агрегат для перевозки нефтегазопромыслового оборудования, оснащённый краном-манипулятором ИФ-300С производства ЗАО «Инман» (г. Ишимбай) грузоподъёмностью 9 т и грузовой платформой[45][50].
- На шасси Урал-532361 завод «Спецавтотехника» (г. Екатеринбург) выпускал пожарную автоцистерну АЦ-13,0 (53236) 005ПВ (пожарный водоём)[51]. С марта 2006 года автоцистерна монтируется на шасси Урал-532362 и оснащается насосом НЦПН-40/100, получив наименование АЦ-13,0-40 (53236) 013ПВ[51][52][53].
- ЗАО «Полимерфильтр» (г. Краснодар) выпускает станции комплексной очистки воды СКО-10 «Гигиена», размещенные в кузове-фургоне К5323 на шасси Урал-532361. Станция СКО-10 оснащена современной системой ультрафильтрации[54] и способна производить 8—10 м³ питьевой воды в час. При полной массе 18,5 т достигается максимальная скорость 60 км/ч, запас хода по топливу составляет 500 км. Применение СКО-10 позволяет сократить время оборудования пунктов полевого водообеспечения в 1,5—2 раза[55].
- Тем же предприятием выпускается мобильный комплекс очистки и консервирования воды МККВ-400 производительностью 400 бутылок в час (0,4 м³)[55], размещенный в контейнерах на трёх автомобилях Урал-532361, оснащенных средствами самопогрузки/саморазгрузки.
- Станция СКО-10 «Гигиена» и комплекс МККВ-400 «Кругловращение» приняты на вооружение инженерных войск в 2006 году[56].
- Четыре установки и станция компьютеризированного контроля комплекса цементирования скважин КЦС-40 производства ООО «Строммашина» (г. Кострома), не имеющего аналогов в России, позволяющего сократить количество используемых агрегатов вдвое[45][57].
- Бронированный водомётный спецавтомобиль Лавина-Ураган[28].
- Ремонтно-эвакуационная машина колесная легкая РЭМ-КЛ, предназначенная для ремонта и эвакуации автомобильной техники многоцелевого назначения и вооружения полной массой до 16 т[29]. РЭМ-КЛ оборудована кузовом-фургоном (рабочий отсек, оснащённый отопителем и фильтровентиляционной установкой), краном-манипулятором ИМ-95 с максимальной грузоподъёмностью до 2,83 т, лебёдкой с гидроприводом (длина троса — 60 м) и грузовой платформой для запасных частей. Снаряжённая масса РЭМ-КЛ составляет 18,3 т.
- С использованием аналогичной конструкции в 2006 году был разработан дорожный самосвал Урал-6563 с колесной формулой 8 × 4 грузоподъёмностью 25 т, запущенный в серийное производство в 2007 году[58].

## Спорт
Автомобили Урал-5323 принимали участие в соревнованиях по трак-триалу в категории S5 (колёсная база от 4800 мм, количество осей более трёх) как в России, так и на международном уровне. Первым соревнованием для Урала-5323 стал второй Кубок России по трак-триалу, проходивший в 1998 году на полигоне 21-го НИИИ АТ МО РФ (г. Бронницы). Единственным представителем в группе 8 × 8 был Урал-53232 с двигателем Deutz-413 под управлением Александра Жмаева и Николая Белова (УралАЗ). В 1999 году Александр Жмаев и Сергей Шершнев (УралАЗ) стали победителями Кубка Белоруссии по трак-триалу, а в 2000 — Чемпионата Содружества России и Белоруссии.
Первым общеевропейским соревнованием для Урала-5323 стал Чемпионат Европы по трак-триалу 2000 года, тогда Александp Жмаев и Hиколай Белов заняли 5-е место. В 2002 году Александр Жмаев и Сергей Петелин завоевали золотые медали европейского первенства.
| год  | соревнование                              | 1-е место                               | 2-е место                              | 3-е место                                 | другое                                 |
| ---- | ----------------------------------------- | --------------------------------------- | -------------------------------------- | ----------------------------------------- | -------------------------------------- |
| 1998 | Кубок России                              | Александр Жмаев, Николай Белов (УралАЗ) |                                        |                                           |                                        |
| 1999 | Кубок Белоруссии                          | А. Жмаев, Сергей Шершнев (УралАЗ)       |                                        |                                           |                                        |
| 2000 | Чемпионат Содружества России и Белоруссии | А. Жмаев, С. Шершнев (УралАЗ)           |                                        |                                           | Виктор Куликов (21-й НИИИ)             |
| 2000 | Чемпионат Европы                          |                                         |                                        |                                           | 5-е место: А. Жмаев, H. Белов (УралАЗ) |
| 2001 | Чемпионат Европы                          |                                         | А. Жмаев, Сергей Петелин (УралАЗ)      |                                           |                                        |
| 2002 | Чемпионат Содружества России и Белоруссии | Александр и Дмитрий Жмаевы (УралАЗ)     | С. Шершнев, Дмитрий Шаповалов (УралАЗ) | Вячеслав Рубцов, Игорь Коншин (21-й НИИИ) |                                        |
| 2002 | Чемпионат Европы                          | А. Жмаев, С. Петелин (УралАЗ)           |                                        |                                           |                                        |
| 2003 | Кубок России                              | С. Шершнев, Сергей Бегунков (УралАЗ)    | А. Жмаев, С. Петелин (УралАЗ)          | В. Рубцов, Михаил Томин (21-й НИИИ)       |                                        |
| 2003 | Чемпионат Европы                          |                                         |                                        | А. Жмаев, С. Петелин (УралАЗ)             |                                        |
| 2004 | Кубок России                              | А. Жмаев, Александр Усынин (УралАЗ)     | В. Рубцов, М. Томин (21-й НИИИ)        | С. Шершнев, С. Бегунков (УралАЗ)          |                                        |

## В игровой и сувенирной индустрии
Масштабные модели (1:43) автомобилей Урал-532301/02 и Урал-542301 в различных вариантах расцветки (гражданская, камуфляж, ООН) с 1998 года серийно выпускаются ГосНИИ «ПромТрактор» (г. Челябинск, с 2004 года — ОАО «НИИ автотракторной техники»). В мастерской Валерия Дмитриева (г. Миасс) изготавливались модели Урал-5323-20 (бортовой грузовик, тент, с кузовами К5323 и КК5323); Урал-532301 с кузовом КК5323 и Урал-532303 в различных вариантах расцветки (на основе моделей производства «ПромТрактор»). В студии АВМ-м (г. Екатеринбург) были изготовлены модели водомётного спецавтомобиля Лавина-Ураган и пожарной автоцистерны АЦ-13,0 005ПВ. Группой Миниград (г. Санкт-Петербург) производились модели лесовоза ТМ-82 и передвижной хлебопечки на базе Урал-532301 с прицепом.
Существует модель седельного тягача Урал-5423 в масштабе 1:10, оснащённая электродвигателем и способная к самостоятельному радиоуправляемому движению.